# Salvelinus murta
Salvelinus murta – gatunek ryby łososiokształtnej z rodziny łososiowatych, zaliczany do rodzaju Salvelinus. Jest endemitem.

## Występowanie
Występuje jedynie na terenach Islandii. Jest rybą słodkowodną. Zaobserwowano ją w jeziorze Thingvallavatn.

## Charakterystyka

### Morfologia
Największy zmierzony osobnik osiągnął masę 2 kg oraz mierzył 55 cm. Żyją do 18 lat. Mają srebrzysto niebieskie boki z jasnymi plamami.  Samce ciemnieją i stają się brązowe w czasie tarła. Ma stożkowaty pysk. Jego górna szczęka nieznacznie wystaje.

### Dieta
Są mięsożerne. Polują na ryby, ale żywią się również owadami oraz zooplanktonem.